# 風雲：雄霸天下 (1998年電影)
《風雲：雄霸天下》，是1998年上映的一部香港電影，由劉偉強執導，林迪安任動作指導，郭富城、鄭伊健及千葉真一領銜主演；楊恭如、謝天華及舒淇主演，改編自香港漫畫家馬榮成的漫畫《風雲》。
嘉禾經典 海運重現 - 風雲雄霸天下無敵2025年5月4日（日）4:45 PM 1院 成人$50(會員$30)

## 劇情
天下會幫主雄霸派遣心腹文丑丑邀請泥菩薩相談，根據泥菩薩的批言，雄霸如果能找到名中帶有「風」「雲」的兩位孩童，將能擊敗劍聖，獨霸武林。泥菩薩將兩孩童的生辰八字和一個機關盒交給雄霸，表示若能解開關，雄霸便能知曉下半生命運。雄霸發現「風」是多年對手聶人王的兒子聶風，便利用聶人王的妻子來誘他與自己一戰。熱戰方酣，聶人王被附近凌雲窟內的火麒麟殺死，而雄霸向聶風聲稱自己救了他。另一方面，雄霸派人屠殺步家莊，奪走莊中鐵匠步擎天打造的絕世好劍，以及唯一倖存的步擎天之子步驚雲。在步擎天臨死前，他表示絕世好劍必須沾上自己的血才能開鋒。
雄霸將聶風和步驚雲，以及自己的義子秦霜收為入室弟子，十年後，三人都已成為精通一門絕學的武林高手。聶風和雄霸的女兒孔慈相愛，但孔慈也傾心步驚雲，並與他有性關係。雄霸因無法破解機關盒，派秦霜和聶風尋找泥菩薩，並派步驚雲奪取無雙城的無雙劍及無雙城城主獨孤一方首級。秦霜和聶風找到了泥菩薩，泥菩薩解開機關後向雄霸表示他「成也風雲，敗也風雲」，但不願接受命運的雄霸試圖違抗天意。
雄霸注意到步驚雲喜歡孔慈，便讓孔慈嫁給聶風，意圖使兩人反目。在婚禮當日，步驚雲搶走孔慈，並因此與聶風相殘，雄霸想從旁殺死聶風及步驚雲，卻不慎殺死捨身救步驚雲的孔慈。步驚雲闖入呂家奪取祖傳的千年冰魄，試圖以它保存孔慈的屍身，但雄霸很快便發現此事。兩人在后陵對決，步驚雲的排雲掌因為沒有水而難以發揮威力，他便自斷一臂，以血發動排雲掌擊退雄霸，後來大夫于嶽和他的女兒楚楚救了步驚雲，于嶽將自己苦練多年卻對身體有所排斥的麒麟臂送給步驚雲。雄霸派聶風去取得血菩提，並暗中派手下暗殺聶風，但聶風逃過一劫並吃下血菩提讓自己功力大增。後來他擊敗火麒麟，奪回父親的雪飲刀。
雄霸相信自己扭轉了天意，可以成功擊敗劍聖。秦霜奉雄霸命令殺死文丑丑，但文丑丑向他透露秘密以逃死劫。秦霜得知雄霸其實監禁了泥菩薩，並暗中操弄聶風和步驚雲的關係，他背叛雄霸後打算離開天下會，在雄霸要殺他之際，聶風和步驚雲現身聯手對抗雄霸。雄霸的劍法蓋世無雙，一度使兩人無法招架，隨戰場轉移到劍塚，步驚雲手上的傷滲出的血指示出絕世好劍的位置，讓他取得絕世好劍。聶風和步驚雲再度攜手對抗雄霸，終於將他擊敗。武功盡失的雄霸看見那些被自己害死的死者幻影，令他發狂得不能自已，步驚雲打算趁機殺死雄霸時卻被聶風制止。

## 角色

### 天下會
| 角色名稱 | 演員                        |
| -------- | --------------------------- |
| 步驚雲   | 郭富城                      |
| 步驚雲   | 張裕東（童年）              |
| 聶風     | 鄭伊健                      |
| 聶風     | 謝子峰（童年）              |
| 雄霸     | 千葉真一 （粵語配音：王偉） |
| 孔慈     | 楊恭如                      |
| 孔慈     | 黃美棋（童年）              |
| 秦霜     | 謝天華                      |
| 秦霜     | 歐陽崇立（童年）            |
| 文丑丑   | 鄭丹瑞                      |
| 麻鷹     | 李達超                      |
| 蝙蝠     | 林迪安                      |

### 獨孤家
| 角色名稱 | 演員                        |
| -------- | --------------------------- |
| 獨孤鳴   | 朱永棠                      |
| 獨孤一方 | 吳志雄 （粵語配音：古明華） |
| 劍聖     | 黃秋生                      |

### 家
| 角色名稱 | 演員   |
| -------- | ------ |
| 嶽       | 尹揚明 |
| 楚楚     | 舒淇   |

### 俠王府呂家
| 角色名稱 | 演員                      |
| -------- | ------------------------- |
| 龍袖     | 王志文 （粵語配音：陳欣） |
| 鳳舞     | 徐静蕾                    |

### 聶家
| 角色名稱 | 演員           |
| -------- | -------------- |
| 聶人王   | 方中信         |
| 顏盈     | 伍詠薇         |
| 聶風     | 鄭伊健         |
| 聶風     | 謝子峰（童年） |

### 步家
| 角色名稱 | 演員                      |
| -------- | ------------------------- |
| 步擎天   | 于榮光 （粵語配音：陳欣） |
| 步驚雲   | 郭富城                    |
| 步驚雲   | 張裕東（童年）            |

### 其他角色
| 角色名稱 | 演員                        |
| -------- | --------------------------- |
| 泥菩薩   | 黎耀祥                      |
| 武當子   | 李兆基 （粵語配音：黃志明） |
| 釋武尊   | 張耀揚                      |
| 劍貧     | 徐錦江 （粵語配音：張炳強） |

## 選角
雄霸的選角初時考慮姜文或林子祥扮演此角色。

## 歌曲
主題曲
- 《風雲》 主唱：鄭伊健
  - 作曲：陳光榮  填詞：林夕
- 《驚變》 主唱：郭富城
  - 作曲：譚國政  填詞：小美

插曲
- 《一對對》/《蟲兒飛》                主唱：鄭伊健  作曲：陳光榮  填詞：林夕
- 《如果你認真過》/《只因你在乎我》    主唱：郭富城  作曲：黃丹儀  填詞：小美

## 票房
該片於1998年在香港上映，開畫日票房$4,637,580，票房收入達4150萬港幣，成為1998年香港年度票房冠軍。

## 獎項及提名
| 頒獎典禮                      | 獎項             | 名單                                       | 結果 |
| ----------------------------- | ---------------- | ------------------------------------------ | ---- |
| 第18屆香港電影金像獎          | 最佳電影         |                                            | 提名 |
| 第18屆香港電影金像獎          | 最佳男主角       | 千葉真一                                   | 提名 |
| 第18屆香港電影金像獎          | 最佳女配角       | 舒淇                                       | 提名 |
| 第18屆香港電影金像獎          | 最佳攝影         | 劉偉強                                     | 提名 |
| 第18屆香港電影金像獎          | 最佳美術指導     | 何劍雄                                     | 提名 |
| 第18屆香港電影金像獎          | 最佳服裝造型設計 | 利碧君                                     | 獲獎 |
| 第18屆香港電影金像獎          | 最佳剪接         | 麥子善、彭發                               | 獲獎 |
| 第18屆香港電影金像獎          | 最佳動作設計     | 林迪安                                     | 提名 |
| 第18屆香港電影金像獎          | 最佳音響效果     | 嘉禾電影有限公司、先濤數碼影畫製作有限公司 | 獲獎 |
| 第18屆香港電影金像獎          | 最佳原創電影歌曲 | 陳光榮、林夕／譚國政、小美                 | 提名 |
| 第18屆香港電影金像獎          | 最佳原創音樂     | 陳光榮                                     | 獲獎 |
| 香港電影評論學會大獎（第5屆） | 推薦電影         |                                            | 獲獎 |
| 香港電影金紫荊獎（第3屆）     | 十大華語片       |                                            | 獲獎 |
| 第35屆金馬獎                  | 最佳視覺特效     | 先濤數碼影畫製作有限公司                   | 獲獎 |
| 第35屆金馬獎                  | 最佳動作指導     | 林迪安                                     | 提名 |
| 第35屆金馬獎                  | 最佳美術設計     | 何劍雄                                     | 提名 |
| 第35屆金馬獎                  | 最佳造型設計     | 利碧君                                     | 獲獎 |
| 第35屆金馬獎                  | 最佳音效         | 曾景祥                                     | 提名 |
| 第35屆金馬獎                  | 最佳電影歌曲     | 林夕、陳光榮                               | 提名 |

## 備註
1. ↑  香港電影票房 1998 〔華語電影〕 （页面存档备份，存于），（香港電影票房全紀錄）
2. ↑  . www.goldenharvest.com.   [2025-04-29] （英语）.

## 外部連結
- 開眼電影網上《風雲：雄霸天下》的資料（繁體中文）
- 豆瓣电影上《風雲：雄霸天下》的資料 （简体中文）
- 时光网上《風雲：雄霸天下》的資料（简体中文）
- AllMovie上《風雲：雄霸天下》的资料（英文）
- 爛番茄上《風雲：雄霸天下》的資料（英文）
- 香港影庫上《風雲：雄霸天下》的資料（繁體中文）
- 互联网电影数据库（IMDb）上《風雲：雄霸天下》的资料（英文）